# Garry's Mod
Garry's Mod (abbreviato GMod oppure G-Mod) è un videogioco sandbox sviluppato da Facepunch Studios e pubblicato da Valve Corporation. Creato da Garry Newman, il titolo si basa sul motore di gioco Source Engine ed ha sostituito il JBMod, l'originale mod per Half-Life 2.
Fino alla versione 9, Garry's Mod era un programma gratuito. A partire dalla versione 10 è diventato a pagamento e in versione stand-alone, scaricabile dalla piattaforma digitale Steam. La versione 10 è stata aggiornata nel 2007 diventando Garry's mod 11, inserendo i modelli poligonali della raccolta The Orange Box; l'ultima versione viene chiamata soltanto Garry's mod senza aggiungere il numero.

## Modalità di gioco
Garry's mod è un videogioco sandbox basato sulla fisica degli oggetti. Il giocatore è in grado di far apparire dei modelli poligonali come muri, alberi e persone e manipolarli tramite vari strumenti a disposizione. Il videogioco standard non presenta alcun obiettivo da completare, ma consente agli utenti di creare server con contenuti personalizzati e modalità di gioco originali, realizzate anche con risorse tratte da altri giochi e titoli Valve.

## Accoglienza
Il videogioco ha avuto successo con le vendite. Dalla commercializzazione al febbraio del 2014, il videogioco ha incassato circa 30 milioni di dollari. Secondo un dato del dicembre del 2019, il gioco ha venduto più di 15 milioni di copie, con una stima di vendite annuali di circa un milione e mezzo.

## Impatto culturale
Garry's mod è stato utilizzato più volte per la creazione di popolari animazioni machinima da parte di utenti, in particolare per videogiochi che condividono con Garry's mod il motore di gioco Source Engine, come Team Fortress 2 e Half-Life 2. Le animazioni con il programma sono note principalmente per la manipolazione surreale di personaggi e oggetti.